# Jo Hyeon-woo
Jo Hyeon-woo (en coreano: 조현우; Seúl, 25 de septiembre de 1991), también conocido como Cho Hyun-woo, es un futbolista surcoreano que juega en el Ulsan HD F. C. de la K League 1. Es internacional absoluto con la selección surcoreana.

## Selección nacional

### Participaciones en Copas del Mundo

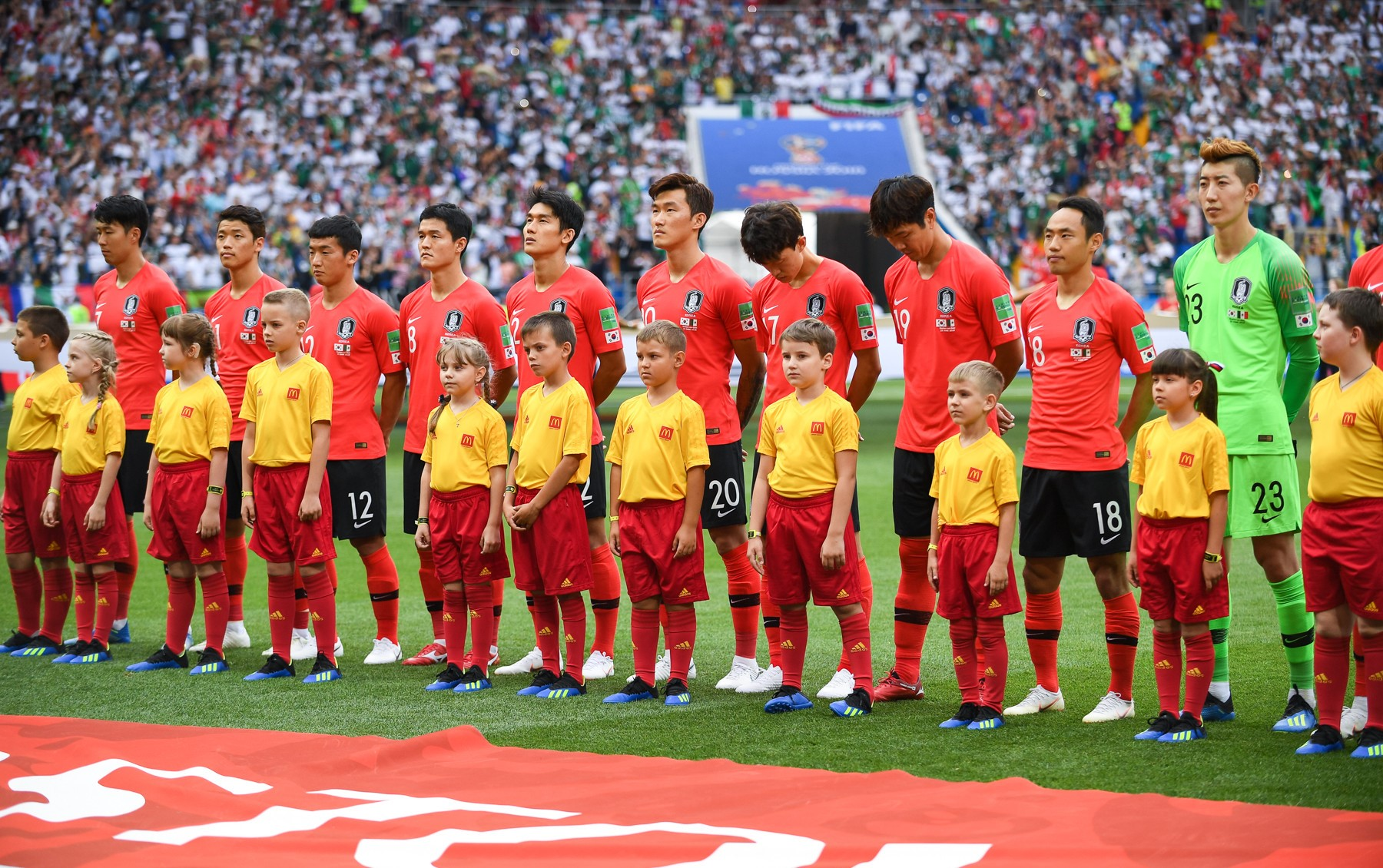
En partido con la selección en el Mundial de 2018(1.º por la drcha.).

| Mundial                        | Sede  | Resultado        | Partidos | Goles |
| ------------------------------ | ----- | ---------------- | -------- | ----- |
| Copa Mundial de Fútbol de 2018 | Rusia | Primera fase     | 3        | 0     |
| Copa Mundial de Fútbol de 2022 | Catar | Octavos de final | 0        | 0     |

### Participaciones en Copas Asiáticas
| Campeonato                                 | Sede          | Resultado        | Partidos | Goles |
| ------------------------------------------ | ------------- | ---------------- | -------- | ----- |
| Campeonato de Fútbol del Este de Asia 2017 | Japón         | Campeón          | 2        | 0     |
| Copa Asiática 2019                         | EAU           | Cuartos de final | 0        | 0     |
| Campeonato de Fútbol del Este de Asia 2019 | Corea del Sur | Campeón          | 1        | 0     |
| Copa Asiática 2023                         | Catar         | Semifinales      | 5        | 0     |

## Clubes
| Club           | País          | Año       | Partidos | Goles |
| -------------- | ------------- | --------- | -------- | ----- |
| Daegu F. C.    | Corea del Sur | 2013-2019 | 220      | 0     |
| Ulsan HD F. C. | Corea del Sur | 2020-     | 212      | 0     |

## Palmarés

### Títulos nacionales
| Título                | Club                | País          | Año  |
| --------------------- | ------------------- | ------------- | ---- |
| Copa de Corea del Sur | Daegu F. C.         | Corea del Sur | 2018 |
| K League 1            | Ulsan Hyundai F. C. | Corea del Sur | 2022 |
| K League 1            | Ulsan Hyundai F. C. | Corea del Sur | 2023 |
| K League 1            | Ulsan Hyundai F. C. | Corea del Sur | 2024 |

### Títulos internacionales
| Título                                | Club (*)             | País          | Año  |
| ------------------------------------- | -------------------- | ------------- | ---- |
| Campeonato de Fútbol del Este de Asia | Corea del Sur        | Japón         | 2017 |
| Juegos Asiáticos                      | Corea del Sur sub-23 | Indonesia     | 2018 |
| Campeonato de Fútbol del Este de Asia | Corea del Sur        | Corea del Sur | 2019 |
| Liga de Campeones de la AFC           | Ulsan Hyundai F. C.  | Catar         | 2020 |

(*) Incluyendo la selección.

### Distinciones individuales
| Distinción                                                                | Año  |
| ------------------------------------------------------------------------- | ---- |
| Mejor jugador del partido Corea del Sur-Alemania por la Copa Mundial FIFA | 2018 |